# Pedro Chacón
Pedro Chacón (Toledo, 1526, Roma, 1581), matemàtic i teòleg.
Va exercir la càtedra de grec de la Universitat de Salamanca, la història de la qual, consultant els documents antics de la seva biblioteca, va publicar el 1569.
A Salamanca va formar part del notable grup de professors on estaven Francisco de Salinas, Luis de Molina, Fray Luis de León i, en general, tota l'escola de Salamanca.
Cap a 1572 es va traslladar a viure a Roma, on va ser anomenat pel papa Gregori XIII, per estudiar, com a matemàtic, la reforma del calendari julià. A Roma es va dedicar a estudiar també les fonts clàssiques.

## Obres
- Kalendarii Romani veteris Julii Cœsaris aetate marmori incisi explanatio.
- Tractatus de Ponderibus et Mensuris M. S.
- De Nummis libri III.
- Commentaria de Nummis tam Grœcorum et Latinorum quam Hispanorum et Italorum.
- In Decretum Gratiani correctiones.
- In S. Hieronymum, S. Hilarium, et S. Ambrosium Nota quœdam.
- De Triclinio sive de Modo convivandi apud prisco Romanos… accedit Fulvi Ursini Appendix, & Hier. Mercurialis, De accubitus in cena antiquorum origine dissertatio. Amsterdam : Andreas Frisius, 1664. Amsterdam, Henry Wetstein, 1689.
  - El Triclinium és un dels seus escrits que va adquirir una major celebritat; tracta del dinar dels romans sota diversos angles: plats, begudes i molt particularment els vins, els invitats, la manera de preparar la taula, la música, etc.
- CHACÓN, Pedro. Historia de la Universidad de Salamanca hecha por el Maestro Pedro Chacón. Transcripció i comentaris d'Ana María Carabias Torres, Salamanca: Ediciones Universidad de Salamanca, 1990.